# (34300) 2000 QV166
2000 QV166 (asteroide 34300) é um asteroide da cintura principal. Possui uma excentricidade de 0.13008850 e uma inclinação de 4.68034º.
Este asteroide foi descoberto no dia 31 de agosto de 2000 por LINEAR em Socorro.